# Atacul de noapte
Atacul de noapte a fost o bătălie între o armată condusă de Vlad Țepeș, domnul Țării Românești (Valahia) și o armată condusă de sultanul Mahomed al II-lea al Imperiului Otoman, desfășurată pe drumul dintre Nicopole și cetatea de scaun a Țării Românești, Târgoviște, în noaptea de 17 iunie 1462. Conflictul s-a declanșat după ce Mahomed, care deja avea relații tensionate cu Vlad, a prins veste despre alianța acestuia cu regele Ungariei, Matei Corvin, și a ordonat forțelor sale să îl captureze. Vlad a dejucat acest plan și a invadat Bulgaria. Ca răspuns, Mahomed a ridicat o armată uriașă cu obiectivul de a cuceri Țara Românească și a o anexa la imperiul său. Cele două armate au avut mai multe ciocniri, cea mai semnificativă fiind atacul de noapte în care Țepeș a atacat tabăra turcească în timpul nopții pentru a încerca să-l ucidă pe sultan. Mahomed a scăpat cu viață și și-a continuat marșul spre reședința de la Târgoviște, unde a dat peste 23.844 de turci și bulgari trași în țeapă, capturați sau uciși în timpul invaziei Bulgariei. Sultanul și armata sa au pornit apoi pe Dunăre până la Brăila, pe care au incendiat-o înainte de a se retrage la Adrianopol. Ambele tabere au revendicat victoria, iar trupele otomane s-au întors în Imperiu cu o pradă bogată, inclusiv cai, vite și sclavi.

## Situația premergătoare
După căderea Constantinopolului în 1453, Mahomed și-a ales noile campanii militare. În Anatolia, Imperiul grecesc al Trebizondei încă rezista otomanilor, iar la est turkmenii lui Uzun Hasan, împreună cu alte state mai mici, amenințau Înalta Poartă. La vest, albanezii conduși de Skanderbeg continuau să-l tulbure pe sultan, în timp ce Bosnia se împotrivea plății tributului. Țara Românească controla malul nordic al Dunării, iar Mehmed dorea să obțină controlul asupra fluviului, deoarece pe acea cale puteau fi lansate atacuri navale asupra imperiului său tocmai de la Sfântul Imperiu Roman.
La 26 septembrie 1459, Papa Pius al II-lea a cerut o nouă cruciadă împotriva otomanilor, iar la 14 ianuarie 1460, la Conciliul de la Mantova⁠(d), a cerut formal ca cruciada să dureze timp de trei ani. Apelul său nu a fost însă ascultat. Singurul conducător european care și-a arătat entuziasmul pentru cruciadă a fost Vlad, care era foarte stimat de Papă. Încurajat de lipsa de entuziasm arătată de europeni pentru cruciadă, Mahomed a preluat inițiativa și a trecut la atac. Spre sfârșitul aceluiași an (1460), a cucerit ultimul oraș independent din Serbia, Semendria, iar în anul următor (1461), l-a convins pe despotul grec al Moreei să-și predea fortăreața; la scurt timp după aceea, capitala acesteia, Mystras, și Corintul i-au urmat exemplul și s-au predat fără luptă.
Singurul aliat al lui Țepeș, Mihai Szilágyi, a fost capturat de turci în 1460, în timp ce traversa Bulgaria. Oamenii săi au fost uciși prin tortură, iar Szilágyi însuși a murit în timp ce a fost tăiat în două cu fierăstrăul. Spre sfârșitul aceluiași an (1460), Mehmed a trimis soli la Târgoviște pentru a-l zori pe Vlad să plătească tributul întârziat. Vlad l-a înfuriat pe sultan prin uciderea emisarilor, și într-o scrisoare datată 10 septembrie 1460, adresată sașilor din Brașov, i-a avertizat pe aceștia despre planurile de invazie ale lui Mahomed și le-a cerut ajutorul. Vlad nu plătise tributul anual de 10.000 de ducați din 1459. Pe lângă această sumă, Mehmed i-a mai cerut și 1000 de băieți, care urmau să devină ieniceri. După ce cererea le-a fost refuzată, turcii au trecut Dunărea și au început să prade și să ia prizonieri, însă Vlad i-a capturat și i-a tras în țeapă pe toți. Conflictul a continuat până în 1461, când Mahomed i-a cerut lui Vlad să meargă la Constantinopol să negocieze.
Spre sfârșitul lunii noiembrie 1461, Țepeș i-a scris sultanului că nu poate să-i plătească tribut, deoarece războiul cu sașii din Transilvania i-a epuizat resursele, și că nu putea să plece la Constantinopol deoarece exista riscul ca regele Ungariei să atace Țara Românească în lipsa lui. I-a promis în schimb sultanului că-i va trimite destul aur și băieți atunci când își va putea permite, și că s-ar duce la Constantinopol dacă sultanul i-ar trimite un pașă să guverneze Țara Românească în absența sa. Între timp, sultanul primise vești despre alianța lui Vlad cu regele Ungariei, Matei Corvin. Mahomed l-a trimis pe beiul din Nicopole, Hamza Paşa, să pună în scenă o întâlnire diplomatică cu Vlad la Giurgiu, dar cu ordinul să-l atace acolo, iar după capturarea lui, să-l ducă la Constantinopol. Țepeș a fost prevenit de capcană și a plănuit să pregătească una proprie.
Hamza a adus cu el 1.000 de călăreți, iar pe când au trecut printr-un pas îngust la nord de Giurgiu, Vlad a lansat un atac surpriză. Valahii i-au încercuit pe turci și i-au nimicit trăgând asupra lor cu tunurile de mână. Istoricii îl acreditează pe Vlad ca fiind unul din primii cruciați europeni care au folosit praful de pușcă "într-un mod creativ și mortal". Într-o scrisoare adresată regelui Matia Corvin, datată 2 februarie 1462, a scris că Hamza Paşa fusese capturat aproape de fosta cetate valahă Giurgiu. După ce l-a distrus pe Hamza Paşa, Vlad s-a deghizat în haine turcești și a avansat cu cavaleria sa spre cetate, unde a ordonat gărzilor în turcește să deschidă porțile. Aceștia s-au conformat, iar Vlad a atacat și distrus forțele turcești din cetate.  După aceea a început o campanie de distrugere a turcilor și a populației care colabora cu ei; mai întâi în sudul Țării Românești, după aceea în Bulgaria, traversând Dunărea înghețată. În Bulgaria și-a împărțit armata în mai multe grupuri mici și a acoperit circa 800 kilometri în două săptămâni, nimicind peste 23.000 de turci și bulgari.
Într-o scrisoare adresată lui Corvin, datată 11 februarie 1462, Vlad a scris:
| “ | Am omorât bărbați și femei, bătrâni și tineri, locuitori din Oblucița și Novoselo, unde Dunărea curge în mare, până la Rahova, care este lângă Chilia, din josul Dunării până la locuri ca Samovit și Ghighen. Am omorât 23.884 de turci și bulgari fără să-i socotim pe cei pe care i-am ars în case sau cei a căror capete n-au fost tăiate de oștenii noștri.... Așadar Înălțimea Voastră trebuie să știe că am rupt pacea cu el [sultanul]. | ” |

Bulgarii creștini au fost însă cruțați; mulți din ei erau stabiliți în Țara Românească. Numerele exacte de victime au fost următoarele: la Giurgiu 6.414 victime; la Enisala, 1.350; la Durostor 6.840; la Orșova, 343; la Hârșova, 840; la Marotin, 210; la Turtucaia, 630; la Turnu, Batin și Novograd, 384; la Sistov, 410; la Nicopole și Ghighen, 1,138; la Rahova, 1,460. La aflarea veștilor despre devastare, Mehmed — care atunci asedia o fortăreață în Corint — și-a trimis marele vizir, Mahmud, cu o armată de 18.000 de oameni, să distrugă portul Brăila. Țepeș s-a întors și a învins armata otomană, și conform cronicii Historia Turchesca a lui Giovanni Maria Angiolello, uneori atribuită cronicarului italian Donado da Lezze, doar 8.000 de turci au scăpat cu viață.
Campania lui Vlad a fost sărbătorită în orașele săsești din Transilvania, în statele italiene și de către Papă. Un sol venețian, la aflarea veștilor la curtea lui Corvin la 4 martie, și-a exprimat marea bucurie și a spus că toată Creștinătatea ar trebui să serbeze succesul lui Vlad.  Un pelerin englez în Țara Sfântă, William din Wey, trecând prin insula Rodos în drum spre casă, a scris că „oștenii din Rodos, la aflarea campaniei lui Vlad Dracul, au cântat imnuri (Te Deum) în cinstea și slava lui Dumnezeu care a permis așa victorii. Primarul din Rodos a adunat oștenii și cetățenii la un ospăț cu fructe și vin.” Genovezii din Caffa i-au mulțumit lui Vlad pentru că datorită campaniei sale au fost salvați de un atac al sultanului cu vreo 300 de galere, pregătite să-i atace. Mulți turci au fost înspăimântați de Vlad și au părăsit partea europeană a Imperiului și s-au mutat în Anatolia. La aflarea veștilor, Mahomed a abandonat asediul Corintului și a hotărât să-l atace, el însuși, pe Vlad.

## Pregătirile de război

### Otomanii

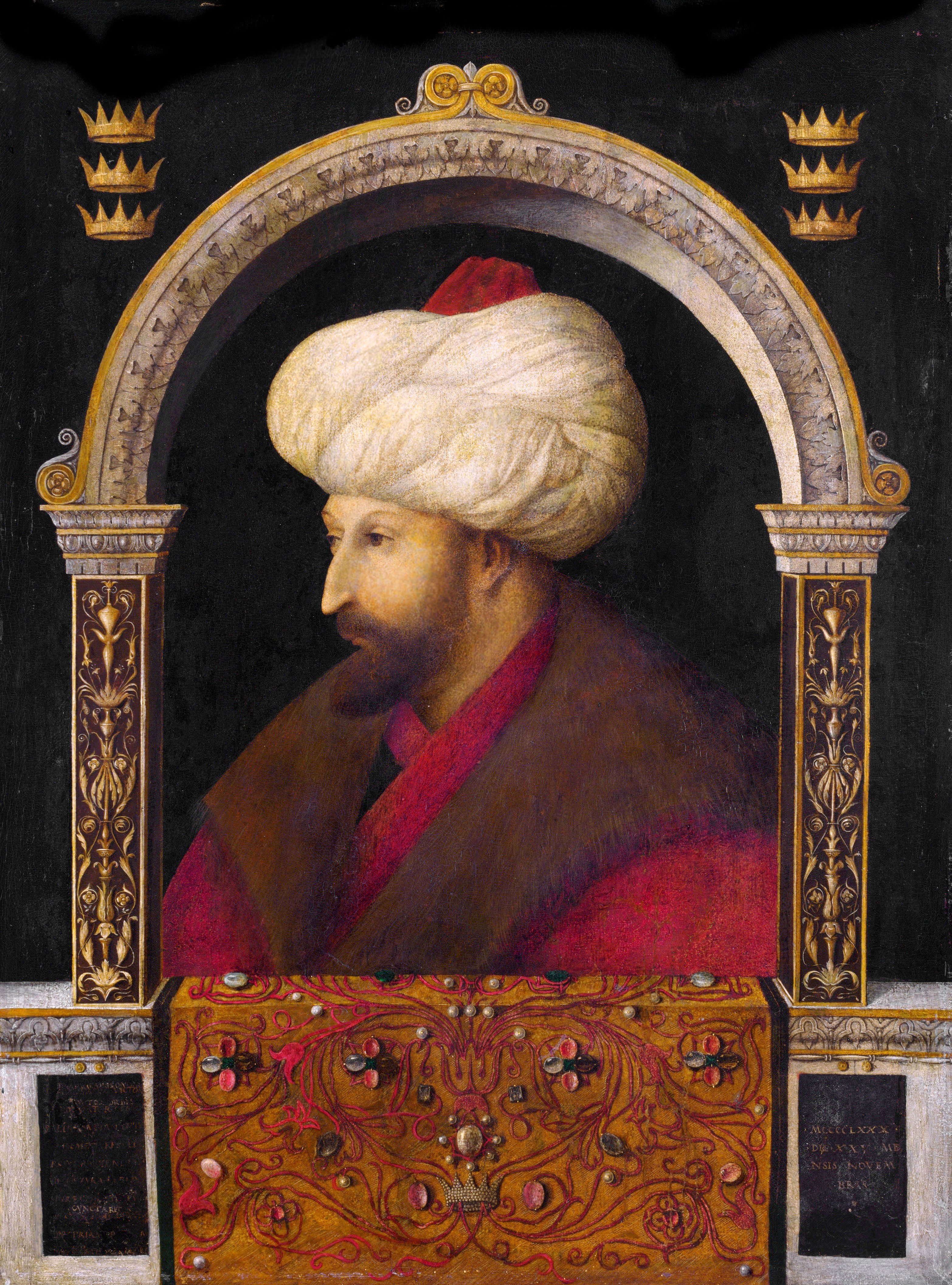
Mehmed al II-lea, pictură de Gentile Bellini

"Mehmed a trimis mesageri în toate direcțiile cu ordinul să adune o armată, în care numerele și armamentul au fost aproximativ egale cu cele avute în asediul Constantinopolului." La 26 aprilie sau 17 mai 1462, sultanul a pornit cu armata sa de la Constantinopol cu obiectivul de a cuceri Valahia și a adăuga un nou teritoriu la imperiul său. Sultanul însuși a menționat, într-o scrisoare adresată unuia din marii săi viziri, că avea 150.000 de oameni cu el. Istoricul grec Chalcondyles a scris referitor la armata lui Mehmed că era "cea mai mare forță numerică turcească adunată de la cucerirea Constantinopolului încoace." El estimează totalul acesteia la circa 250.000, pe când istoricul turc Tursun Bey menționează 300.000. Aceste numere se pare că sunt exagerate. Un număr mai aproape de adevăr este cel oferit de trimisul venețian de la Buda, Tommasi, care menționează o armată formată din circa 60.000 de soldați, însoțiți de circa 30.000 mercenari. În componența acestei armate se numărau ienicerii (trupele de elită); pedestrașii; spahiii (cavaleria feudală); saialii (trupele de sacrificiu formate din  sclavi care puteau să-și câștige libertatea în cazul că supraviețuiau); achingiii (arcașii); silahdârii (gărzile armelor sultanului, de asemenea protejau flancurile); asabii (lăncierii); beșlii (cei care mânuiau armele de foc); și gărzile praetoriene care serveau ca garda de corp a sultanului. Fratele vitreg al lui Vlad, Radu cel Frumos, care era de bunăvoie în serviciul sultanului, avea 4.000 de călăreți. Pe lângă aceste efective, turcii mai aveau 120 de tunuri, ingineri și mână de lucru pentru a construi drumuri și poduri, dar și femei "rezervate pentru plăcerile de noapte ale soldaților." Chalcondyles menționează că corăbierii de pe Dunăre au plătit 300.000 de monezi de aur pentru privilegiul de a transporta armata. Alături de aceștia, otomanii au folosit și flota proprie, constând în 25 de trireme și 150 de vase mai mici.

### Românii

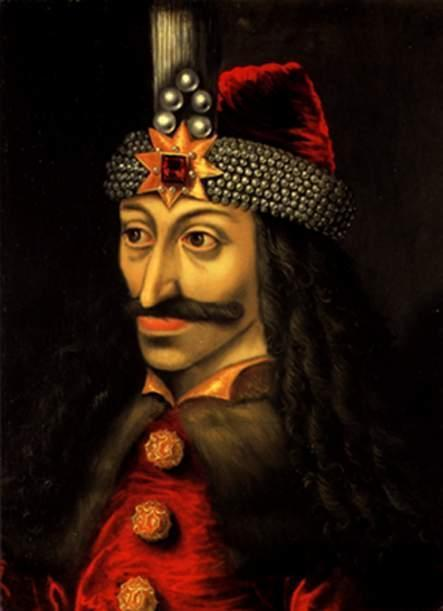
Portretul lui Vlad Țepeș din Castelul Ambras, Innsbruck

Vlad Țepeș i-a cerut ajutor regelui Ungariei, Matei Corvin, oferindu-se chiar să se convertească de la Ortodoxie la Catolicism pentru a obține ajutorul acestuia. Deși Corvin i-a promis că-i va trimite ajutoare, acestea nu au sosit. Corvin primise bani de la Papa pentru a ridica o armată și a susține campania lui Vlad, însă Corvin a cheltuit banii în alte scopuri, fără să mai adune armata. Mai târziu, va justifica nereușita de a ridica o armată cât și eșecul strategic al campaniei lui Vlad, prin faptul că valahul de fapt trădase (complotul scrisorii). Vlad a cerut să se facă o mobilizare generală în care au fost incluși "nu doar bărbați de vârstă militară, ci și femei și copii de la vârsta de doisprezece ani în sus, precum și contingente de țigani sclavi." Mai multe surse menționează totalul oamenilor sub comanda sa ca fiind între 22.000 și 30.900, estimarea acceptată în general fiind cea de 30.000. Majoritatea armatei consta în țărani și ciobani echipați cu topoare și coase, în timp ce boierii călare, puțini la număr, erau înarmați cu lănci, săbii, pumnale și purtau cămăși de zale ca armură. Garda personală a lui Vlad era formată din mercenari din mai multe țări. Legenda spune că înainte de bătălie, Vlad le-a spus oamenilor săi "Ar fi bine ca cei ce se gândesc la moarte să nu mă urmeze".

## Bătălia
Turcii au încercat să debarce la Vidin, dar au fost respinși de săgeți. La 4 iunie, un contingent de ieniceri a debarcat în timpul nopții, la Turnu Măgurele, unde aproximativ 300 din ei au fost uciși de atacurile valahilor. Ienicerul de origine sârbă Constantin din Ostrovița a scris despre întâlnirea cu Vlad Țepeș:
| “ | La căderea nopții, am intrat în bărci, am luat-o la vale pe Dunăre și am trecut pe malul celălalt la câteva mile mai jos de locul în care era oprită armata lui Vlad. Acolo am săpat tranșee, pentru a fi protejați de cavalerie. După aceea am trecut din nou pe partea cealaltă și am transportat restul ienicerilor peste Dunăre, iar după ce toată infanteria a ajuns pe malul opus, ne-am pregătit și am început să avansăm încet spre armata lui Vlad, împreună cu artileria și restul echipamentului adus cu noi. Fiind opriți, am instalat tunurile, dar nu destul de repede pentru a împiedica pierderea a trei sute de ieniceri, uciși de valahi.... Văzând că partea noastră începe să slăbească, ne-am apărat cu cele 120 de arme cu care am traversat și am tras atât de des încât am reușit să respingem armata prințului și ne-am îmbunătățit pozițiile.... iar Dracul, văzând că nu poate opri traversarea, s-a retras. După aceea sultanul a trecut Dunărea cu toată armata și ne-a dat 30.000 galbeni pentru a fi împărțiți între noi." | ” |

Armata otomană a reușit să avanseze, dar Vlad le-a îngreunat considerabil avansul, pârjolind terenul și otrăvind fântânile. De asemenea valahii au deviat cursurile râurilor mai mici, formând astfel terenuri mlăștinoase. Au fost pregătite capcane, săpând gropi care au fost după aceea acoperite cu crengi și frunze. Populația și animalele de ogradă au fost trimise în munți, iar timp de o săptămână armata lui Mehmed și-a continuat marșul anevoios, suferind de foame și de sete, "negăsind nici un om, nici un animal, nimic de mâncare sau de băut."
Vlad a adoptat o tactică de gherilă, cavaleria sa atacând sporadic elemente răzlețe ale otomanilor. De asemenea, a trimis suferinzi de boli mortale ca  lepră, tuberculoză, sifilis și — în număr mai mare — ciumă bubonică în tabăra turcească, să infecteze cât mai mulți dușmani. Ciuma bubonică a început să se împrăștie în armata otomană. Flota acestora a lansat câteva atacuri minore asupra Brăilei și Chiliei, dar fără a provoca pagube prea mari, datorită faptului că Vlad a distrus majoritatea porturilor din Bulgaria. Chalcondyles menționează că sultanul a luat prizonier un luptător valah, pe care a încercat să-l plătească pentru a obține informații, dar fără succes; după care l-a amenințat cu tortură, din nou fără succes. Se spune că Mehmed l-a apreciat pe soldat, spunându-i "dacă domnul tău ar avea mai mulți oameni ca tine, în scurt timp ar putea cuceri lumea!"
Turcii și-au continuat avansul spre Târgoviște, după ce au fost respinși la cetatea București la insula fortificată Snagov. La 17 iunie, în timp ce turcii și-au așezat tabăra la sud de capitală, Vlad a dezlănțuit atacul său de noapte, cu aproximativ 24.000, sau posibil cu doar 7.000 sau 10.000 de călăreți. Conform relatărilor lui Chalcondyles, înaintea începerii atacului, Vlad a intrat în tabăra turcească îmbrăcat în straie turcești, și a circulat nestingherit, încercând să afle care este cortul sultanului și organizarea taberei.
Atacul a început "la trei ore după apusul soarelui și a durat până la patru dimineața" și a provocat o mare confuzie în tabăra otomană. Valahii au sunat goarnele și au dat foc corturilor turcești. Rezultatele exacte ale atacului diferă în documentele păstrate; unele surse spun că valahii au ucis un număr mare de turci, iar altele susțin că pierderile de vieți otomane au fost minime. Un număr mare de cai și cămile au fost ucise. Câteva cronici dau vina pe un boier valah numit Galeș, care a condus un atac simultan asupra otomanilor cu a doua armată, că nu a fost suficient de îndrăzneț să cauzeze devastarea așteptată în tabăra otomană. Vlad însuși a dorit să atace cortul sultanului, după ce a distrus cavaleria Anatoliană, dar l-a confundat cu cortul celor doi mari viziri, Ishak Pașa și Mahmud Pașa. Ienicerii sub comanda lui Mihaloğlu Ali Bey, i-au urmărit pe valahi, reușind să ucidă între 1.000 - 2.000 din ei. Pierderile totale s-au situat la circa 5.000 de partea valahilor și circa 15.000 de otomani.
Cu toate că atât moralul său cât și al armatei sale era la pământ, Mehmed a decis totuși să atace capitala, dar a găsit-o părăsită și cu porțile larg deschise. Unele surse spun că armata otomană a intrat în capitală și timp de jumătate de oră a mărșăluit pe drumul mărginit de aproximativ 20.000 de turci și bulgari trași în țeapă. Pe cea mai înaltă țeapă, ca simbol al rangului avut, au găsit cadavrul putrezit al lui Hamza Pașa. Alte surse notează că orașul a fost apărat de soldații valahi, iar cadavrele celor trași în țeapă se aflau în afara zidurilor orașului, pe o distanță de circa 60 km. Chalcondyles, descriind reacția sultanului, a scris:
| “ | Atât de copleșit a fost de cele văzute, încât sultanul a spus că nu poate lua pământurile unui om care face atâtea minunății și își impune voința asupra supușilor săi în felul acesta și cu siguranță că un om care a făcut atâtea este demn de lucruri mărețe. | ” |

Mehmed a ordonat să se sape un șanț adânc în jurul taberei turcești pentru a preveni penetrarea valahilor, iar a doua zi (22 iunie) turcii s-au retras.
În acest timp, vărul lui Vlad, Ștefan cel Mare, dorind să recupereze cetățile Akkerman și Chilia, a hotărât să lanseze un atac asupra ultimei, sincronizandu-se cu atacul naval al turcilor. Valahii si ungurii au aparat  cetatea,  reușind să-i pună pe fugă pe moldoveni și reușind chiar să-l rănească pe Ștefan pe viață, la picior, cu o ghiulea de tun.
La 29 iunie, sultanul a ajuns la Brăila și a dat foc orașului, după care a plecat la Adrianopol, unde a ajuns la 11 iulie. La 12 iulie otomanii au avut un ospăț în cinstea "marii victorii împotriva lui Dracula", deși întreaga campanie se terminase dezastruos. Totuși turcii au reușit să ia mulți prizonieri din rândul locuitorilor zonelor traversate, pe care i-au dus spre sud împreună cu cirezile de vite și caii capturați.

## Urmări
Radu a reușit să-i convingă pe valahi că a plăti tribut Înaltei Porți și a-l avea pe el ca lider ar fi în avantajul lor. Vlad a fost abandonat și a fugit în Transilvania, unde a fost întemnițat de regele Corvin timp de 12 ani, în baza unei scrisori falsificate în care s-a spus că el i-ar fi cerut iertare sultanului și i-ar fi propus acestuia o alianță împotriva Ungariei. A fost eliberat în 1474 și la scurt timp după aceea a pornit spre regiunea Bosnia în fruntea unei armate maghiare, unde a cucerit mai multe orașe și cetăți și a tras în țeapă peste 8.000 de turci. Ștefan cel Mare a reușit să cucerească Chilia și Akkerman și le-a apărat cu succes de otomani la bătălia de la Vaslui. Cei doi veri și-au unit forțele și în 1476 au cucerit Valahia împreună; din nefericire, în decembrie 1476, Vlad Țepeș a fost ucis într-o bătălie împotriva lui Basarab Laiotă cel Bătrân. Fratele său vitreg Radu murise de sifilis cu un an mai devreme (1475).

## Consecințe
Conflictul a pus capăt tuturor ambițiilor și încercărilor otomane de a anexa Valahia la imperiu.
Victoria valahilor și-a lăsat amprenta asupra tradițiilor și literaturii românești, precum și asupra celor din țările din zonă, la vremea respectivă.

## Cultura populară
Celebrul scriitor francez Victor Hugo a scris despre bătălie în poemul său Legendele secolelor.
Filmul american Bram Stoker's Dracula, distins cu premiul Oscar, începe în anul 1462 cu invazia otomană a Valahiei; o bătălie nocturnă are loc (atacul de noapte), având ca rezultat victoria lui Dracula.